# Davide e Golia (Michelangelo)
Davide e Golia è un affresco (570x970 cm) di Michelangelo Buonarroti, databile al 1508 circa e facente parte della decorazione della volta della Cappella Sistina, nei Musei Vaticani a Roma, commissionata da Giulio II.

## Storia
Nel dipingere la volta, Michelangelo procedette dalle campate vicino alla porta d'ingresso, quella usata durante i solenni ingressi in cappella del pontefice e del suo seguito, fino alla campata sopra l'altare. Davide e Golia (1 Samuele 17,1-54) quindi, che è il pennacchio immediatamente a destra della porta, fu una delle prime scene a essere realizzata.

## Descrizione e stile

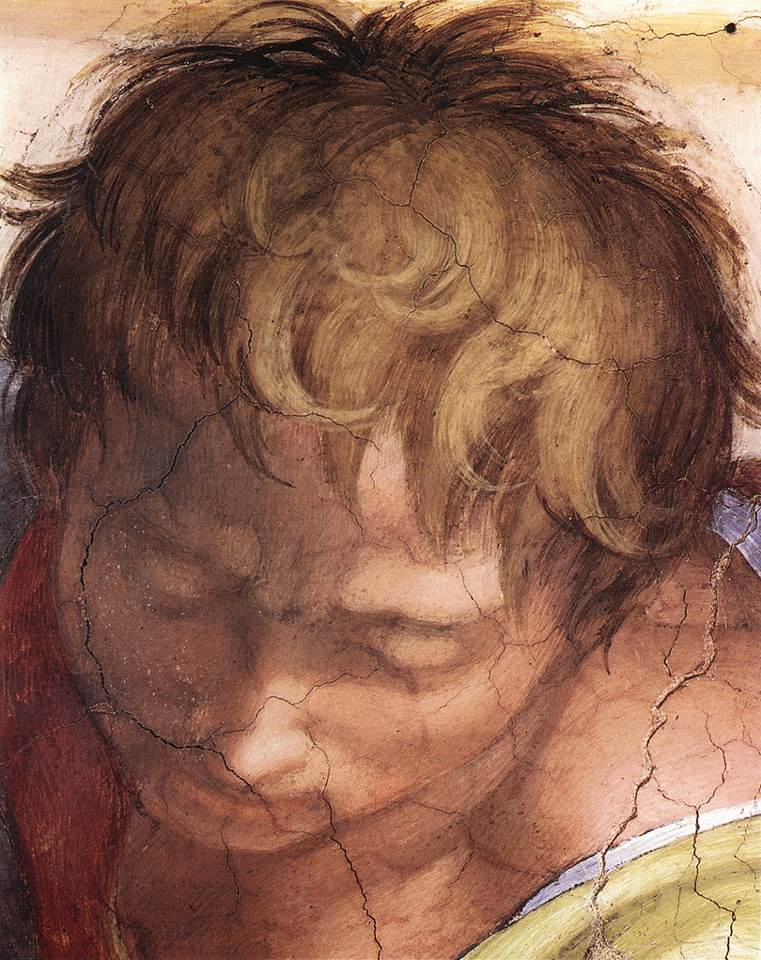
Dettaglio

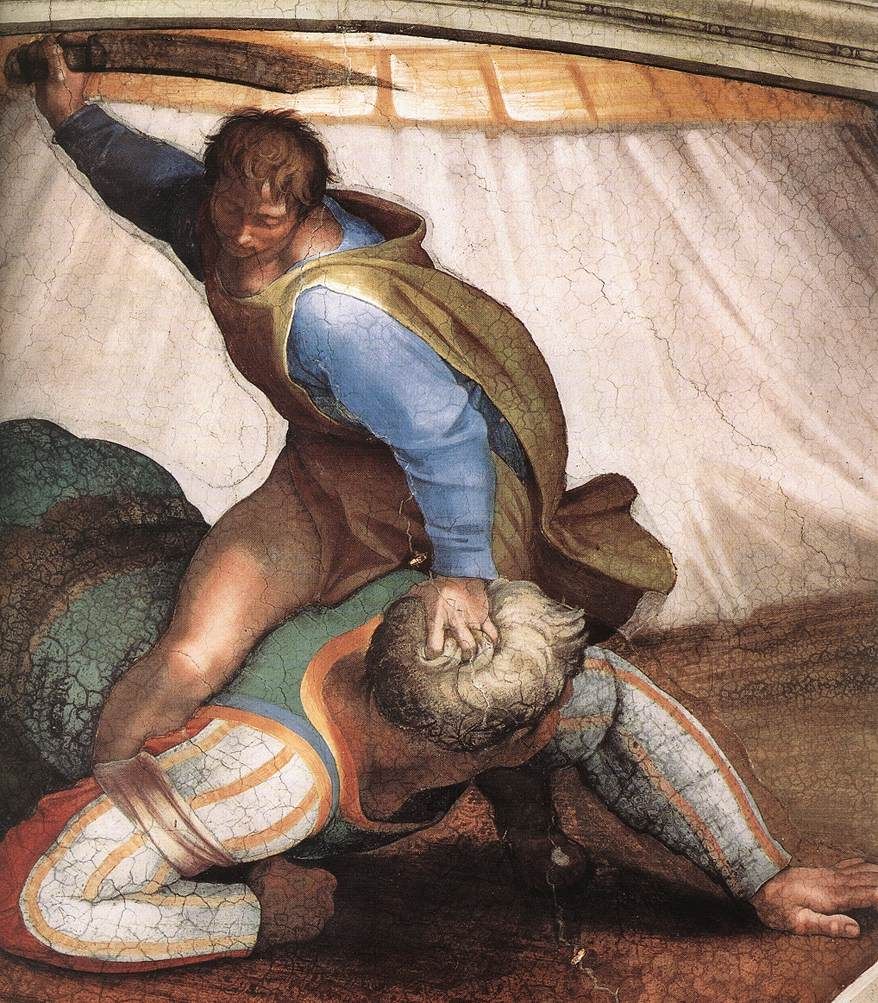
Dettaglio

Davide e Golia fa parte dei quattro pennacchi con storie del Vecchio Testamento, legate alla protezione del popolo d'Israele da parte di Dio.
La scena è ambientata in notturna, con le figure dei protagonisti al centro che però sono rischiarati da una luce chiara e forte. Davide e Golia sono avvinghiati nel duello mortale, col gigante già caduto a terra e il giovane che gli è già sopra, prendendolo per i capelli per tagliargli la testa con la grande spada che tiene già alzata nella destra. La testa di Davide venne riportata con un accurato spolvero e mostra un forte scorcio con una fitta tessitura di pennellate.
In primo piano si vede il frombolo, abbandonato a terra. Sullo sfondo si vede una tenda chiara con riflessi violacei e, ai lati, spuntano in lontananza e nell'oscurità volti di soldati che assistono con apprensione al duello.
La composizione è accuratamente studiata in modo da attenuare l'irregolarità della superficie, forzando lo scorcio audace dei due protagonisti al centro, con il perimetro della tenda che è visto da molto in alto, generando un'accelerazione prospettica lungo l'asse centrale, come se le figure stessero rovesciandosi sullo spettatore.
La scena è da mettere in relazione, da un punto di vista iconologico, con l'altro pennacchio di Giuditta e Oloferne: in entrambi i casi due figure che non sembrerebbero brillare per forza - una donna e un giovanetto - riescono a liberare il popolo d'Israele da terribili nemici, prefigurando il trionfo della Chiesa. I due pennacchi alludono anche all'"umiltà vittoriosa", e il tema dell'"umiliazione" si trova anche nella vicina storia dell'Ebbrezza di Noè, che prefigura il Cristo deriso.